# Västgötabaserna
Västgötabaserna var ett antal krigsflygbaser där det svenska flygvapnets attackflyg skulle utgångsgruppera vid höjning av beredskapen. Dessa baser leddes av Attackeskadern (E 1).

## Krigsflygbaser vilka räknades som Västgötabaserna
- Moholm flygbas
- Hasslösa flygbas
- Hovby flygbas
- Råda flygbas